# Сен-Жуан-де-л’Иль
Сен-Жуа́н-де-л’Иль (фр. Saint-Jouan-de-l'Isle, брет. Sant-Yowan-an-Enez) — коммуна во Франции, находится в регионе Бретань. Департамент — Кот-д’Армор. Входит в состав кантона Брон. Округ коммуны — Динан.
Код INSEE коммуны — 22305.

## География
Коммуна расположена приблизительно в 340 км к западу от Парижа, в 40 км северо-западнее Ренна, в 55 км к юго-востоку от Сен-Бриё.

## Население
Население коммуны на 2016 год составляло 499 человек.
| 1962 | 1968 | 1975 | 1982 | 1990 | 1999 | 2008 | 2016 |
| ---- | ---- | ---- | ---- | ---- | ---- | ---- | ---- |
| 411  | 426  | 415  | 375  | 359  | 345  | 439  | 499  |

## Администрация
| Период | Период | Фамилия      | Партия        | Примечания |
| ------ | ------ | ------------ | ------------- | ---------- |
| 2001   | 2008   | Вильям Дюран |               |            |
| 2008   | 2014   | Кристоф Перу |               | фермер     |
| 2014   |        | Югетт Тебо   | Разные правые | пенсионер  |

## Экономика
В 2007 году среди 254 человек в трудоспособном возрасте (15—64 лет) 194 были экономически активными, 60 — неактивными (показатель активности — 76,4 %, в 1999 году было 69,2 %). Из 194 активных работали 179 человек (101 мужчина и 78 женщин), безработных было 15 (6 мужчин и 9 женщин). Среди 60 неактивных 21 человек были учениками или студентами, 20 — пенсионерами, 19 были неактивными по другим причинам.